# Skilanglauf-Marathon-Cup 2011/12
Der Skilanglauf-Marathon-Cup 2011/12 war eine vom Weltskiverband FIS zwischen dem 18. Dezember 2011 und dem 17. März 2012 in Europa ausgetragene Wettkampfserie im Skilanglauf. Die Wettbewerbe werden im Rahmen der Euroloppet-Serie bzw. Worldloppet-Serie veranstaltet.

## Austragungsorte
Livigno - La Sgambeda:
- 18. Dezember 2011

 Liberec - Isergebirgslauf:
- 8. Januar 2012

 Lienz - Dolomitenlauf:
- 22. Januar 2012

 Predazzo - Marcialonga:
- 29. Januar 2012

 Oberammergau - König-Ludwig-Lauf:
- 5. Februar 2012

 Mouthe - Transjurassienne:
- 12. Februar 2012

 Otepää - Tartu Maraton:
- 19. Februar 2012

 Lahti - Finlandia-hiihto:
- 25. Februar 2012

 Sälen - Wasalauf:
- 4. März 2012

 Samedan - Engadin Skimarathon:
- 11. März 2012

 Rena - Birkebeinerrennet:
- 17. März 2012

## Teilnehmer
| Europa (20 Länder)                                                                                                | Europa (20 Länder) | Europa (20 Länder) |
| --- | --- | ------------------ |
| - Deutschland - Estland - Finnland - Frankreich - Irland - Italien - Island - Lettland - Liechtenstein - Norwegen | - Österreich - Russland - Schweden - Schweiz - Slowakei - Spanien - Tschechien - Ukraine - Vereinigtes Königreich - Belarus |                    |
| Amerika (2 Länder)                                                                                                | |                    |
| - Kanada | - Vereinigte Staaten |                    |
| Asien (1 Land) | |                    |
| - Kasachstan | |                    |

## Männer

### Resultate
| 1. Skilanglauf-Marathon-Cup in Livigno - La Sgambeda | 1. Skilanglauf-Marathon-Cup in Livigno - La Sgambeda | 1. Skilanglauf-Marathon-Cup in Livigno - La Sgambeda | 1. Skilanglauf-Marathon-Cup in Livigno - La Sgambeda | 1. Skilanglauf-Marathon-Cup in Livigno - La Sgambeda |
| ---------------------------------------------------- | ---------------------------------------------------- | ---------------------------------------------------- | ---------------------------------------------------- | ---------------------------------------------------- |
| Datum                                                | Disziplin                                            | Erster Platz                                         | Zweiter Platz                                        | Dritter Platz                                        |
| 18. Dezember 2011 (So.)                              | 42 km Freistil                                       | Wettkampf abgesagt (mangels Schnee)                  | Wettkampf abgesagt (mangels Schnee)                  | Wettkampf abgesagt (mangels Schnee)                  |

| 2. Skilanglauf-Marathon-Cup in Liberec - Isergebirgslauf | 2. Skilanglauf-Marathon-Cup in Liberec - Isergebirgslauf | 2. Skilanglauf-Marathon-Cup in Liberec - Isergebirgslauf | 2. Skilanglauf-Marathon-Cup in Liberec - Isergebirgslauf | 2. Skilanglauf-Marathon-Cup in Liberec - Isergebirgslauf |
| -------------------------------------------------------- | -------------------------------------------------------- | -------------------------------------------------------- | -------------------------------------------------------- | -------------------------------------------------------- |
| Datum                                                    | Disziplin                                                | Erster Platz                                             | Zweiter Platz                                            | Dritter Platz                                            |
| 8. Januar 2012 (So.)                                     | 50 km Klassisch                                          | Stanislav Řezáč                                          | Jimmie Johnsson                                          | Jörgen Aukland                                           |

| 3. Skilanglauf-Marathon-Cup in Lienz - Dolomitenlauf | 3. Skilanglauf-Marathon-Cup in Lienz - Dolomitenlauf | 3. Skilanglauf-Marathon-Cup in Lienz - Dolomitenlauf | 3. Skilanglauf-Marathon-Cup in Lienz - Dolomitenlauf | 3. Skilanglauf-Marathon-Cup in Lienz - Dolomitenlauf |
| ---------------------------------------------------- | ---------------------------------------------------- | ---------------------------------------------------- | ---------------------------------------------------- | ---------------------------------------------------- |
| Datum                                                | Disziplin                                            | Erster Platz                                         | Zweiter Platz                                        | Dritter Platz                                        |
| 22. Januar 2012 (So.)                                | 42 km Freistil 1                                     | Fabio Santus                                         | Aliaksei Ivanou                                      | Tim Tscharnke                                        |

| 4. Skilanglauf-Marathon-Cup im Val di Fiemme und Val di Fassa - Marcialonga | 4. Skilanglauf-Marathon-Cup im Val di Fiemme und Val di Fassa - Marcialonga | 4. Skilanglauf-Marathon-Cup im Val di Fiemme und Val di Fassa - Marcialonga | 4. Skilanglauf-Marathon-Cup im Val di Fiemme und Val di Fassa - Marcialonga | 4. Skilanglauf-Marathon-Cup im Val di Fiemme und Val di Fassa - Marcialonga |
| --------------------------------------------------------------------------- | --------------------------------------------------------------------------- | --------------------------------------------------------------------------- | --------------------------------------------------------------------------- | --------------------------------------------------------------------------- |
| Datum                                                                       | Disziplin                                                                   | Erster Platz                                                                | Zweiter Platz                                                               | Dritter Platz                                                               |
| 29. Januar 2012 (So.)                                                       | 70 km Klassisch                                                             | Jørgen Aukland                                                              | Anders Aukland                                                              | Stanislav Řezáč                                                             |

| 5. Skilanglauf-Marathon-Cup in Oberammergau - König-Ludwig-Lauf | 5. Skilanglauf-Marathon-Cup in Oberammergau - König-Ludwig-Lauf | 5. Skilanglauf-Marathon-Cup in Oberammergau - König-Ludwig-Lauf | 5. Skilanglauf-Marathon-Cup in Oberammergau - König-Ludwig-Lauf | 5. Skilanglauf-Marathon-Cup in Oberammergau - König-Ludwig-Lauf |
| --------------------------------------------------------------- | --------------------------------------------------------------- | --------------------------------------------------------------- | --------------------------------------------------------------- | --------------------------------------------------------------- |
| Datum                                                           | Disziplin                                                       | Erster Platz                                                    | Zweiter Platz                                                   | Dritter Platz                                                   |
| 5. Februar 2012 (So.)                                           | 50 km Klassisch                                                 | Stanislav Řezáč                                                 | Jerry Ahrlin                                                    | Anders Aukland                                                  |

| 6. Skilanglauf-Marathon-Cup in Mouthe - Transjurassienne | 6. Skilanglauf-Marathon-Cup in Mouthe - Transjurassienne | 6. Skilanglauf-Marathon-Cup in Mouthe - Transjurassienne | 6. Skilanglauf-Marathon-Cup in Mouthe - Transjurassienne | 6. Skilanglauf-Marathon-Cup in Mouthe - Transjurassienne |
| -------------------------------------------------------- | -------------------------------------------------------- | -------------------------------------------------------- | -------------------------------------------------------- | -------------------------------------------------------- |
| Datum                                                    | Disziplin                                                | Erster Platz                                             | Zweiter Platz                                            | Dritter Platz                                            |
| 12. Februar 2012 (So.)                                   | 70 km Freistil 2                                         | Aliaksei Ivanou                                          | Sergio Bonaldi                                           | Florian Kostner                                          |

| 7. Skilanglauf-Marathon-Cup in Otepää - Tartu Maraton | 7. Skilanglauf-Marathon-Cup in Otepää - Tartu Maraton | 7. Skilanglauf-Marathon-Cup in Otepää - Tartu Maraton | 7. Skilanglauf-Marathon-Cup in Otepää - Tartu Maraton | 7. Skilanglauf-Marathon-Cup in Otepää - Tartu Maraton |
| ----------------------------------------------------- | ----------------------------------------------------- | ----------------------------------------------------- | ----------------------------------------------------- | ----------------------------------------------------- |
| Datum                                                 | Disziplin                                             | Erster Platz                                          | Zweiter Platz                                         | Dritter Platz                                         |
| 19. Februar 2012 (So.)                                | 63 km Klassisch                                       | Jörgen Brink                                          | Daniel Rickardsson                                    | Jimmie Johnsson                                       |

| 8. Skilanglauf-Marathon-Cup in Lahti - Finlandia-hiihto | 8. Skilanglauf-Marathon-Cup in Lahti - Finlandia-hiihto | 8. Skilanglauf-Marathon-Cup in Lahti - Finlandia-hiihto | 8. Skilanglauf-Marathon-Cup in Lahti - Finlandia-hiihto | 8. Skilanglauf-Marathon-Cup in Lahti - Finlandia-hiihto |
| ------------------------------------------------------- | ------------------------------------------------------- | ------------------------------------------------------- | ------------------------------------------------------- | ------------------------------------------------------- |
| Datum                                                   | Disziplin                                               | Erster Platz                                            | Zweiter Platz                                           | Dritter Platz                                           |
| 25. Februar 2012 (Sa.)                                  | 50 km Klassisch                                         | Martin Koukal                                           | Sergio Bonaldi                                          | Marco Cattaneo                                          |

| 9. Skilanglauf-Marathon-Cup in Sälen - Wasalauf | 9. Skilanglauf-Marathon-Cup in Sälen - Wasalauf | 9. Skilanglauf-Marathon-Cup in Sälen - Wasalauf | 9. Skilanglauf-Marathon-Cup in Sälen - Wasalauf | 9. Skilanglauf-Marathon-Cup in Sälen - Wasalauf |
| ----------------------------------------------- | ----------------------------------------------- | ----------------------------------------------- | ----------------------------------------------- | ----------------------------------------------- |
| Datum                                           | Disziplin                                       | Erster Platz                                    | Zweiter Platz                                   | Dritter Platz                                   |
| 4. März 2012 (So.)                              | 90 km Klassisch                                 | Jörgen Brink                                    | Daniel Tynell                                   | Stanislav Řezáč                                 |

| 10. Skilanglauf-Marathon-Cup in Samedan - Engadin Skimarathon | 10. Skilanglauf-Marathon-Cup in Samedan - Engadin Skimarathon | 10. Skilanglauf-Marathon-Cup in Samedan - Engadin Skimarathon | 10. Skilanglauf-Marathon-Cup in Samedan - Engadin Skimarathon | 10. Skilanglauf-Marathon-Cup in Samedan - Engadin Skimarathon |
| ------------------------------------------------------------- | ------------------------------------------------------------- | ------------------------------------------------------------- | ------------------------------------------------------------- | ------------------------------------------------------------- |
| Datum                                                         | Disziplin                                                     | Erster Platz                                                  | Zweiter Platz                                                 | Dritter Platz                                                 |
| 11. März 2012 (So.)                                           | 42 km Freistil                                                | Roman Furger                                                  | Curdin Perl                                                   | Cristian Zorzi                                                |

| 11. Skilanglauf-Marathon-Cup in Rena - Birkebeinerrennet | 11. Skilanglauf-Marathon-Cup in Rena - Birkebeinerrennet | 11. Skilanglauf-Marathon-Cup in Rena - Birkebeinerrennet | 11. Skilanglauf-Marathon-Cup in Rena - Birkebeinerrennet | 11. Skilanglauf-Marathon-Cup in Rena - Birkebeinerrennet |
| -------------------------------------------------------- | -------------------------------------------------------- | -------------------------------------------------------- | -------------------------------------------------------- | -------------------------------------------------------- |
| Datum                                                    | Disziplin                                                | Erster Platz                                             | Zweiter Platz                                            | Dritter Platz                                            |
| 17. März 2012 (Sa.)                                      | 54 km Klassisch                                          | Anders Aukland                                           | Roger Aa Djupvik                                         | Espen Harald Bjerke                                      |

### Gesamtwertung
| Rang | Name                    | Punkte |
| ---- | ----------------------- | ------ |
| 001. | Stanislav Řezáč         | 405    |
| 002. | Anders Aukland          | 311    |
| 003. | Jörgen Brink            | 288    |
| 004. | Jørgen Aukland          | 282    |
| 005. | Jimmie Johnsson         | 275    |
| 006. | Florian Kostner         | 261    |
| 007. | Martin Koukal           | 242    |
| 008. | Toni Livers             | 238    |
| 009. | Jerry Ahrlin            | 227    |
| 010. | Sergio Bonaldi          | 223    |
| 011. | Aliaksei Ivanou         | 214    |
| 012. | Fabio Santus            | 210    |
| 013. | Kjetil Hagtvedt Dammen  | 143    |
| 014. | Audun Laugaland         | 139    |
| 015. | Daniel Rickardsson      | 130    |
| 016. | Mathias Fredriksson     | 121    |
| 017. | Daniel Tynell           | 107    |
| 018. | Marco Cattaneo          | 106    |
| 019. | Michael Eberharter      | 105    |
| 020. | Børre Næss              | 103    |
| 021. | Arne Post               | 102    |
| 022. | Roman Furger            | 100    |
| 023. | Simone Paredi           | 94     |
| 024. | Thomas Magne Henriksen  | 89     |
| 025. | Espen Harald Bjerke     | 88     |
|      | Roger Aa Djupvik        | 88     |
| 027. | Curdin Perl             | 80     |
| 028. | Petr Novak              | 79     |
| 029. | Geir Ludvig Aasen Ouren | 78     |
| 030. | Cristian Zorzi          | 73     |
| 031. | Anders Högberg          | 67     |
| 032, | Rikard Andreasson       | 66     |
| 033. | Svein Tore Sinnes       | 60     |
|      | Tim Tscharnke           | 60     |
| 035. | Christoffer Callesen    | 58     |
|      | Bruno Carrara           | 58     |
| 037. | Thomas Alsgaard         | 57     |
|      | Remo Fischer            | 57     |
| 039. | Anders Myrland          | 50     |
|      | Anders Södergren        | 50     |
| 041. | Lars Ljung              | 49     |
|      | Morten Eide Pedersen    | 49     |
| 043. | Martin Bajčičák         | 45     |
|      | Johan Kjølstad          | 45     |
| 045. | Anders Moelmen Hoest    | 42     |
| 046. | Hannes Dotzler          | 40     |
|      | Antti Lampinen          | 40     |
|      | Mathias Wibault         | 40     |

| Rang | Name                    | Punkte |
| ---- | ----------------------- | ------ |
| 049. | Benoît Chauvet          | 39     |
|      | Thomas Freimuth         | 39     |
| 051. | Robin Duvillard         | 36     |
|      | Nicola Morandini        | 36     |
| 053. | Kari Varis              | 35     |
| 054. | Émilien Buisson         | 32     |
|      | Chris Andre Jespersen   | 32     |
| 056. | Kuanysh Kambarbaev      | 29     |
|      | Simen Haakon Østensen   | 29     |
|      | Eldar Rønning           | 29     |
| 059. | Oskar Svärd             | 28     |
| 060. | Stian Remseth Andresen  | 26     |
|      | Petter Northug          | 26     |
| 062. | Javier Gutierrez        | 24     |
|      | Valerio Leccardi        | 24     |
|      | Thibault Mondon         | 24     |
|      | Jarmo Rissanen          | 24     |
| 066. | Madis Vaikmaa           | 23     |
| 067. | Adrien Mougel           | 22     |
| 068. | Johannes Dürr           | 20     |
|      | Jens Erikssn            | 20     |
|      | Eligius Tambornino      | 20     |
| 071. | Martin Sutter           | 19     |
| 072. | Markus Ottosson         | 18     |
| 073. | Jiří Ročárek            | 16     |
|      | Radek Sretr             | 16     |
|      | Vjacheslav Zuev         | 16     |
| 076. | Guillaume Berhault      | 15     |
|      | Martin Hammer           | 15     |
|      | Haavard Hansen          | 15     |
|      | Esa Mursu               | 15     |
|      | Andrew Musgrave         | 15     |
| 081. | Bruno Debertolis        | 14     |
|      | Martin Égraz            | 14     |
|      | Jonas Lindell           | 14     |
|      | Ioseba Rojo             | 14     |
| 085. | Kalle Graefnings        | 13     |
|      | Théo Pellegrini         | 13     |
|      | Kristian Tettli Rennemo | 13     |
| 088. | Torjus Børsheim         | 12     |
|      | Markus Joensson         | 12     |
|      | Emmanuel Jonnier        | 12     |
|      | Anton Sjoeholm          | 12     |
|      | Tero Turunen            | 12     |
| 093. | Vincent Duchêne         | 11     |
|      | Morris Galli            | 11     |
|      | Tomi-Pekka Riihivuori   | 11     |
|      | Diego Ruiz              | 11     |

| Rang  | Name                   | Punkte |
| ----- | ---------------------- | ------ |
| 097.  | Gion Andrea Bundi      | 10     |
|       | Fredrik Byström        | 10     |
|       | Heikki Karjaluoto      | 10     |
|       | Imanol Rojo            | 10     |
| 0101. | Nicolas Perrier        | 9      |
|       | Oeystein Pettersen     | 9      |
|       | Teemu Virtanen         | 9      |
| 0104. | Renaud Jay             | 8      |
|       | Mikhail Utkin          | 8      |
|       | Vicenc Vilarrubla      | 8      |
| 0107. | Aanund Lid Byggland    | 7      |
|       | Timo Juursalu          | 7      |
|       | Algo Kärp              | 7      |
|       | Markus Keplinger       | 7      |
|       | Alan Martinelli        | 7      |
|       | Didier Roy             | 7      |
| 0113. | Aurelius Herburger     | 6      |
|       | Sébastien Isenmann     | 6      |
|       | Matthew Edward Liebsch | 6      |
|       | Tuomas Myllykoski      | 6      |
|       | Aivar Rehemaa          | 6      |
|       | Martin Rosvall         | 6      |
|       | Rikard Tynell          | 6      |
| 0120. | Thomas Grader          | 5      |
|       | Vincent Mougel         | 5      |
|       | Jukka-Pekka Ojala      | 5      |
| 0123. | Eugenio Bianchi        | 4      |
|       | Anton Jaernberg        | 4      |
|       | Anton Karlsson         | 4      |
|       | Jukka Palo             | 4      |
|       | Pavel Petr             | 4      |
|       | Thomas Suter           | 4      |
| 0129. | Espen Udjus Frorud     | 3      |
|       | Knut Anders Hatlen     | 3      |
|       | Martti Himma           | 3      |
|       | Frode Jermstad         | 3      |
|       | Martin Troels Møller   | 3      |
|       | Daniel Sandoz          | 3      |
| 0135. | Christian Eberharter   | 2      |
|       | Franz Göring           | 2      |
|       | Olivier Rives          | 2      |
|       | Anton Schatagin        | 2      |
|       | Lars Suther            | 2      |
|       | Erik Wickstroem        | 2      |
| 0141. | Tommy Aasen            | 1      |
|       | Pontus Olsson          | 1      |

## Frauen

### Resultate
| 1. Skilanglauf-Marathon-Cup in Livigno - La Sgambeda | 1. Skilanglauf-Marathon-Cup in Livigno - La Sgambeda | 1. Skilanglauf-Marathon-Cup in Livigno - La Sgambeda | 1. Skilanglauf-Marathon-Cup in Livigno - La Sgambeda | 1. Skilanglauf-Marathon-Cup in Livigno - La Sgambeda |
| ---------------------------------------------------- | ---------------------------------------------------- | ---------------------------------------------------- | ---------------------------------------------------- | ---------------------------------------------------- |
| Datum                                                | Disziplin                                            | Erster Platz                                         | Zweiter Platz                                        | Dritter Platz                                        |
| 18. Dezember 2011 (So.)                              | 42 km Freistil                                       | Wettkampf abgesagt (mangels Schnee)                  | Wettkampf abgesagt (mangels Schnee)                  | Wettkampf abgesagt (mangels Schnee)                  |

| 2. Skilanglauf-Marathon-Cup in Liberec - Isergebirgslauf | 2. Skilanglauf-Marathon-Cup in Liberec - Isergebirgslauf | 2. Skilanglauf-Marathon-Cup in Liberec - Isergebirgslauf | 2. Skilanglauf-Marathon-Cup in Liberec - Isergebirgslauf | 2. Skilanglauf-Marathon-Cup in Liberec - Isergebirgslauf |
| -------------------------------------------------------- | -------------------------------------------------------- | -------------------------------------------------------- | -------------------------------------------------------- | -------------------------------------------------------- |
| Datum                                                    | Disziplin                                                | Erster Platz                                             | Zweiter Platz                                            | Dritter Platz                                            |
| 8. Januar 2012 (So.)                                     | 50 km Klassisch                                          | Sara Svendsen                                            | Tatjana Mannima                                          | Jenny Hansson                                            |

| 3. Skilanglauf-Marathon-Cup in Lienz - Dolomitenlauf | 3. Skilanglauf-Marathon-Cup in Lienz - Dolomitenlauf | 3. Skilanglauf-Marathon-Cup in Lienz - Dolomitenlauf | 3. Skilanglauf-Marathon-Cup in Lienz - Dolomitenlauf | 3. Skilanglauf-Marathon-Cup in Lienz - Dolomitenlauf |
| ---------------------------------------------------- | ---------------------------------------------------- | ---------------------------------------------------- | ---------------------------------------------------- | ---------------------------------------------------- |
| Datum                                                | Disziplin                                            | Erster Platz                                         | Zweiter Platz                                        | Dritter Platz                                        |
| 22. Januar 2012 (So.)                                | 42 km Freistil 1                                     | Walentyna Schewtschenko                              | Seraina Boner                                        | Selina Gasparin                                      |

| 4. Skilanglauf-Marathon-Cup im Val di Fiemme und Val di Fassa - Marcialonga | 4. Skilanglauf-Marathon-Cup im Val di Fiemme und Val di Fassa - Marcialonga | 4. Skilanglauf-Marathon-Cup im Val di Fiemme und Val di Fassa - Marcialonga | 4. Skilanglauf-Marathon-Cup im Val di Fiemme und Val di Fassa - Marcialonga | 4. Skilanglauf-Marathon-Cup im Val di Fiemme und Val di Fassa - Marcialonga |
| --------------------------------------------------------------------------- | --------------------------------------------------------------------------- | --------------------------------------------------------------------------- | --------------------------------------------------------------------------- | --------------------------------------------------------------------------- |
| Datum                                                                       | Disziplin                                                                   | Erster Platz                                                                | Zweiter Platz                                                               | Dritter Platz                                                               |
| 29. Januar 2012 (So.)                                                       | 70 km Klassisch                                                             | Susanne Nyström                                                             | Jenny Hansson                                                               | Stephanie Santer                                                            |

| 5. Skilanglauf-Marathon-Cup in Oberammergau - König-Ludwig-Lauf | 5. Skilanglauf-Marathon-Cup in Oberammergau - König-Ludwig-Lauf | 5. Skilanglauf-Marathon-Cup in Oberammergau - König-Ludwig-Lauf | 5. Skilanglauf-Marathon-Cup in Oberammergau - König-Ludwig-Lauf | 5. Skilanglauf-Marathon-Cup in Oberammergau - König-Ludwig-Lauf |
| --------------------------------------------------------------- | --------------------------------------------------------------- | --------------------------------------------------------------- | --------------------------------------------------------------- | --------------------------------------------------------------- |
| Datum                                                           | Disziplin                                                       | Erster Platz                                                    | Zweiter Platz                                                   | Dritter Platz                                                   |
| 5. Februar 2012 (So.)                                           | 50 km Klassisch                                                 | Susanne Nyström                                                 | Jenny Hansson                                                   | Seraina Boner                                                   |

| 6. Skilanglauf-Marathon-Cup in Mouthe - Transjurassienne | 6. Skilanglauf-Marathon-Cup in Mouthe - Transjurassienne | 6. Skilanglauf-Marathon-Cup in Mouthe - Transjurassienne | 6. Skilanglauf-Marathon-Cup in Mouthe - Transjurassienne | 6. Skilanglauf-Marathon-Cup in Mouthe - Transjurassienne |
| -------------------------------------------------------- | -------------------------------------------------------- | -------------------------------------------------------- | -------------------------------------------------------- | -------------------------------------------------------- |
| Datum                                                    | Disziplin                                                | Erster Platz                                             | Zweiter Platz                                            | Dritter Platz                                            |
| 12. Februar 2012 (So.)                                   | 50 km Freistil 2                                         | Walentyna Schewtschenko                                  | Stephanie Santer                                         | Tatjana Mannima                                          |

| 7. Skilanglauf-Marathon-Cup in Otepää - Tartu Maraton | 7. Skilanglauf-Marathon-Cup in Otepää - Tartu Maraton | 7. Skilanglauf-Marathon-Cup in Otepää - Tartu Maraton | 7. Skilanglauf-Marathon-Cup in Otepää - Tartu Maraton | 7. Skilanglauf-Marathon-Cup in Otepää - Tartu Maraton |
| ----------------------------------------------------- | ----------------------------------------------------- | ----------------------------------------------------- | ----------------------------------------------------- | ----------------------------------------------------- |
| Datum                                                 | Disziplin                                             | Erster Platz                                          | Zweiter Platz                                         | Dritter Platz                                         |
| 19. Februar 2012 (So.)                                | 63 km Klassisch                                       | Susanne Nyström                                       | Jenny Hansson                                         | Seraina Boner                                         |

| 8. Skilanglauf-Marathon-Cup in Lahti - Finlandia-hiihto | 8. Skilanglauf-Marathon-Cup in Lahti - Finlandia-hiihto | 8. Skilanglauf-Marathon-Cup in Lahti - Finlandia-hiihto | 8. Skilanglauf-Marathon-Cup in Lahti - Finlandia-hiihto | 8. Skilanglauf-Marathon-Cup in Lahti - Finlandia-hiihto |
| ------------------------------------------------------- | ------------------------------------------------------- | ------------------------------------------------------- | ------------------------------------------------------- | ------------------------------------------------------- |
| Datum                                                   | Disziplin                                               | Erster Platz                                            | Zweiter Platz                                           | Dritter Platz                                           |
| 25. Februar 2012 (Sa.)                                  | 50 km Klassisch                                         | Walentyna Schewtschenko                                 | Tatjana Mannima                                         | Stephanie Santer                                        |

| 9. Skilanglauf-Marathon-Cup in Sälen - Wasalauf | 9. Skilanglauf-Marathon-Cup in Sälen - Wasalauf | 9. Skilanglauf-Marathon-Cup in Sälen - Wasalauf | 9. Skilanglauf-Marathon-Cup in Sälen - Wasalauf | 9. Skilanglauf-Marathon-Cup in Sälen - Wasalauf |
| ----------------------------------------------- | ----------------------------------------------- | ----------------------------------------------- | ----------------------------------------------- | ----------------------------------------------- |
| Datum                                           | Disziplin                                       | Erster Platz                                    | Zweiter Platz                                   | Dritter Platz                                   |
| 4. März 2012 (So.)                              | 90 km Klassisch                                 | Vibeke Skofterud                                | Laila Kveli                                     | Seraina Boner                                   |

| 10. Skilanglauf-Marathon-Cup in Samedan - Engadin Skimarathon | 10. Skilanglauf-Marathon-Cup in Samedan - Engadin Skimarathon | 10. Skilanglauf-Marathon-Cup in Samedan - Engadin Skimarathon | 10. Skilanglauf-Marathon-Cup in Samedan - Engadin Skimarathon | 10. Skilanglauf-Marathon-Cup in Samedan - Engadin Skimarathon |
| ------------------------------------------------------------- | ------------------------------------------------------------- | ------------------------------------------------------------- | ------------------------------------------------------------- | ------------------------------------------------------------- |
| Datum                                                         | Disziplin                                                     | Erster Platz                                                  | Zweiter Platz                                                 | Dritter Platz                                                 |
| 11. März 2012 (So.)                                           | 42 km Freistil                                                | Anouk Faivre Picon                                            | Seraina Boner                                                 | Natascia Leonardi Cortesi                                     |

| 11. Skilanglauf-Marathon-Cup in Rena - Birkebeinerrennet | 11. Skilanglauf-Marathon-Cup in Rena - Birkebeinerrennet | 11. Skilanglauf-Marathon-Cup in Rena - Birkebeinerrennet | 11. Skilanglauf-Marathon-Cup in Rena - Birkebeinerrennet | 11. Skilanglauf-Marathon-Cup in Rena - Birkebeinerrennet |
| -------------------------------------------------------- | -------------------------------------------------------- | -------------------------------------------------------- | -------------------------------------------------------- | -------------------------------------------------------- |
| Datum                                                    | Disziplin                                                | Erster Platz                                             | Zweiter Platz                                            | Dritter Platz                                            |
| 17. März 2012 (Sa.)                                      | 54 km Klassisch                                          | Seraina Boner                                            | Stephanie Santer                                         | Jenny Hansson                                            |

### Gesamtwertung
| Rang | Name                       | Punkte |
| ---- | -------------------------- | ------ |
| 001. | Stephanie Santer           | 511    |
| 002. | Seraina Boner              | 485    |
| 003. | Jenny Hansson              | 442    |
| 004. | Susanne Nyström            | 430    |
| 005. | Walentyna Schewtschenko    | 324    |
| 006. | Antonella Confortola Wyatt | 302    |
| 007. | Tatjana Mannima            | 301    |
| 008. | Sara Svendsen              | 288    |
| 009. | Laila Kveli                | 275    |
| 010. | Natascia Leonardi Cortesi  | 141    |
| 011. | Anouk Faivre Picon         | 100    |
|      | Vibeke Skofterud           | 100    |
| 013. | Ursina Badilatti           | 76     |
| 014. | Selina Gasparin            | 60     |
| 015. | Klára Moravcová            | 56     |
| 016. | Émilie Vina                | 54     |
| 017. | Élodie Bourgeois-Pin       | 53     |
| 018. | Liisa Anitila              | 50     |

| Rang | Name                 | Punkte |
| ---- | -------------------- | ------ |
|      | Aurélie Dabudyk      | 50     |
|      | Olga Mikhailova      | 50     |
| 021. | Tuva Toftdahl Staver | 45     |
| 022. | Kari Henneseid Eie   | 40     |
|      | Heli Heiskanen       | 40     |
|      | Rahel Imoberdorf     | 40     |
|      | Silje Øyre Slind     | 40     |
| 026. | Tiina Moilanen       | 36     |
|      | Marte Monrad-Hansen  | 36     |
|      | Doris Trachsel       | 36     |
| 029. | Holly Brooks         | 32     |
|      | Mari Riseth Guin     | 32     |
|      | Annika Löfström      | 32     |
|      | Maija Saarinen       | 32     |
|      | Astrid Øyre Slind    | 32     |
| 034. | Tatjana Jambajewa    | 29     |
|      | Lucile Mouilleseaux  | 29     |
|      | Laura Rohtla         | 29     |

| Rang | Name                   | Punkte |
| ---- | ---------------------- | ------ |
|      | Larissa Schaidurowa    | 29     |
|      | Solveig Steinsland     | 29     |
| 039. | Kari Vikhagen Gjeitnes | 26     |
|      | Bettina Gruber         | 26     |
|      | Laura Orgué            | 26     |
| 042. | Ulrica Persson         | 24     |
| 043. | Coraline Hugue         | 22     |
| 044. | Patricia Sprecher      | 16     |
| 045. | Morgan Arrtola         | 14     |
| 046. | Marine Dusser          | 13     |
| 047. | Carmen Emmenegger      | 12     |
| 048. | Evelyn Dong            | 11     |
| 049. | Sabina Valbusa         | 10     |
| 050. | Stefanie Sprecher      | 9      |
| 051. | Flurina Bachmann       | 8      |
| 052. | Solfrid Braathen       | 7      |
| 053. | Nicole Deyong          | 6      |